# کارت سبز
کارت سبز یا گرین کارت (به انگلیسی: Green Card) به کارتی می‌گویند که نشان‌دهنده اقامت دائم در ایالات متحده آمریکا باشد. نوع دیگر و متفاوت کارت سبز، مربوط به سیستم بین‌المللی کارت سبز برای بیمه شخص ثالث وسایل نقلیه موتوری زمینی است که نزدیک به ۵۰ کشور؛ از جمله ایران در آن  عضویت دارند.
کارت اقامت دائم ایالات متحده (فرم آی-551 USCIS) یک کارت شناسایی است که به وضعیت اقامت دائم یک بیگانه در ایالات متحده گواهی می‌دهد. گرین کارت آمریکا در واقع اجازه اقامت دائم، کار، تحصیل، زندگی و مسافرت به آمریکا بدون استفاده از سایر مزیت‌های شهروندی آمریکا، نظیر حق رأی می‌باشد. دریافت این کارت از طریق کانال‌های خانوادگی، پناهندگی، شغلی و قرعه‌کشی امکان‌پذیر است. یکی دیگر از راه‌های دریافت کارت سبز اثبات برجستگی علمی یا ورزشی، مثلاً از طریق داشتن رکوردهای بین‌المللی است.
ثبت‌نام در قرعه‌کشی ویزای گوناگونی صرفاً به صورت اینترنتی و از طریق تنها وب‌گاه رسمی لاتاری گرین کارت آمریکا انجام می‌شود. برای ثبت نام هیچ هزینه‌ای نباید پرداخت کرد و به جز اطلاعات فردی (بر اساس گذرنامه ی منقضی نشده) و یک قطعه عکس دیجیتال در فرمت و اندازه مناسب، چیز دیگری در زمان ثبت‌نام مورد نیاز نیست. معمولاً ثبت‌نام در ماه‌های اکتبر و نوامبر انجام می‌شود و نتایج قرعه کشی نیز در اوایل ماه می سال بعد اعلام می‌گردد.

## ویزای گوناگونی یا گرین کارت لاتاری
ایالات متحده آمریکا جهت متوازن ساختن جمعیت مهاجران خود هر ساله از طریق برنامه قرعه‌کشی گرین کارت موسوم به DV Program بیش از ۵۵٬۰۰۰ ویزای مهاجرت (گرین کارت) صادر می‌کند. مشارکت‌کنندگان در صورت برخورداری از شرایط لازم موفق به کسب ویزای DV-۱ می‌شود. 

## تفاوت گرین کارت و تابعیت آمریکا
نکته مهم در مورد گرین کارت که باید به آن توجه داشت، تفاوت‌های آن با تابعیت آمریکا است.
1. گرین کارت آمریکا دارای انقضا است در حالی که شهروندی انقضا ندارد.
2. برای اخذ تابعیت یا شهروندی فرد سوگند یاد می‌کند که به ایالات متحده آمریکا وفادار باشد، اما در مورد گرین کارت چنین قانونی وجود ندارد.
3. شخص دارای تابعیت صاحب حقوقی چون شرکت در انتخابات است، در حالیکه دارنده گرین کارت چنین امتیازی ندارد.
4. دارنده گرین کارت باید هر ۶ ماه به آمریکا بازگردد ولی تابعیت چنین محدودیتی ندارد.

## گرین کارت‌های جدید

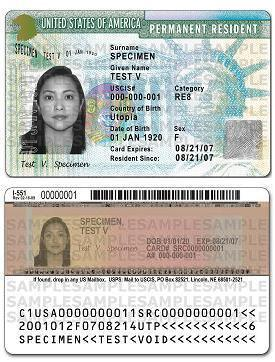
کارت اقامت دائم ایالات متحده (گرین کارت) از ۲۰۱۰ تا ۲۰۱۷

پیشتر کارت اقامت به طور غیررسمی به عنوان کارت سبز یا گرین کارت (به انگلیسی: green card) شناخته می‌شد زیرا از سال ۱۹۴۶ تا ۱۹۶۴ رنگش سبز بود و از ۱۱ مه ۲۰۱۰ دوباره رنگ آن به سبز برگردانده شد. به گفته دولت آمریکا طراحی جدید این کارت‌ها به گونه‌ای است که جعل و سوءاستفاده از این کارت‌ها را غیرممکن می‌کند.